# 니콜로 디 피틸리아노

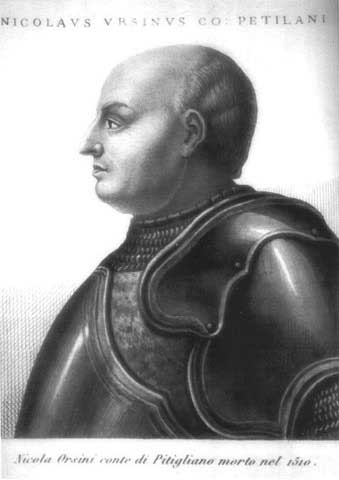
니콜로 디 피틸리아노.

니콜로 디 피틸리아노(Niccolò di Pitigliano, 1442–1510)는 캉브레 동맹 전쟁에서 베네치아군의 사령관을 맡은 것으로 잘 알려진 이탈리아 출신의 콘도티에로이다. 그는 강력한 귀족 가문인 오르시니 가 출신이며, 피틸리아노 계에 속한다.

## 생애

### 초창기
니콜로 디 피틸리아노는 마렘마 지역의 피틸리아노에서 피틸리아노 백작인 알도브란디노 파이올레티 2세(Aldobrandino Paioletti ll)와 그의 부인 바르톨레메아(Bartolomea)의 아들로 태어났다. 그는 피틸리아노의 영주인 알도브란데스키 가문의 상속녀 아나스타시아 드 몽포르(Anastasia de Montfort)와 혼인함으로써 1293년에 토스카나의 작은 도시 국가인 피틸리아노의 시뇨리아 자격을 얻은 놀라의 백작인 로마노(Romano) 또는 로마넬로(Romanello) 오르시니의 후손이다. 그의 부모님은 오르시니 가의 각자 다른 방계 가문 출신이다.
저명한 가문의 명칭에서 온 평판을 가지고, 이탈리아 내 지배 가문들과의 연결과 가문이 지니고 있던 영지로 니콜로 파이올레티와 그의 아버지 알도브란디노 파이올레티는 여러 시기에 피렌체, 시에나, 교황, 나폴리 왕국 등에서 콘도티에로로 활동했다.

### 콘도티에로의 생애
시간별로 정리된 니콜로 디 피틸리아노의 초기 계약은 그가 같은 고용주들 사이에 움직였고 같은 국가에서 한 차례 이상 일했다는 것을 보여준다.
니콜로 디 피틸리아노의 뛰어났던 콘도티에로 경력들은 다음과 같다:
- 1458 – 교황령
- 1463 – 나폴리 왕국
- 1473 – 피렌체 : 공화국 육군 원수 직을 수행
- 1481 – 나폴리 왕국
- 1482 – 교황령
- 1485 – 피렌체 : 공화국 총사령관(피렌체 내 최고 군사 계급) 직을 수행
- 1489 – 교황령 : 교회군 총사령관
- 1495 – 베네치아

### 베네치아와 캉브레 동맹 전쟁
1495년부터 생애를 마감 할때까지 그는 베네치아군 최고 대리(Governatore Generale delle Milizie Veneziane)였다. 그의 생애 가장 높은 계급이였던 그 직위에 베네치아와 캉브레 동맹 사이 전쟁에서 활동했다.
16세기 첫 10년간 교황 율리오 2세는 이탈리아 북부에서 베네치아의 힘을 억제하려했고, 이를 위해서 그를 비롯해 프랑스의 루이 12세, 신성 로마 제국 황제 막시밀리안 1세, 스페인의 페르난도 2세와 함께 베네치아에 맞서 캉브레 동맹(이에 대한 협의가 이뤄진 곳인 캉브레의 이름을 따)을 형성했다.
1509년 4월 15일, 루이 12세는 프랑스군을 이끌고 밀라노를 떠나 베네치아 영토로 빠르게 들어갔다. 그에 맞서 베네치아는 니콜로 디 피틸리아노와 그의 친척 바르톨로메오 달비아노(또한 오르시니 가의 친족)가 이끄는 부대를 보냈다.
피틸리아노와 달비아노는 프랑스군의 진격을 막는 가장 적절한 방법을 합의해내지 못하며, 그들의 두 군대를 합치지 못 했다. 그 결과로 5월 초에 루리는 아다강을 지나가자 달비아노는 그에 맞서러 갔으며, 피틸리아노는 불리한 싸움을 피하는 것이 최고임을 믿으며 남쪽으로 내려갔다.
5월 14일 달비아노는 아냐델로 전투에서 프랑스군과 맞닥드렸고; 수적 열세에 놓이자, 그의 친척에게 지원군을 요청했으나 전투를 피하고 그의 길을 따르라는 명령을 보내왔다. 달비아노는 이 새로운 지령을 무시하고, 전투를 지속했고; 그의 군대는 포위되어 전멸당했다.
피틸리아노는 루이와의 교전을 피하려 했지만; 달비아노의 패배 소식을 들은 그의 용병대는 다음 날 아침 많은 수가 탈영을 해버리자 잔여 베네치아군과 함께 트레비소로 퇴각 할 수밖에 없었다.
베네치아군의 붕괴가 달성되었다. 루이는 가장 동쪽인 브레시아까지 특별한 저항 없이 베네치아의 영토를 차지했다. 베네치아는 이전 세기 동안 이탈리아 북부에서 쌓아온 모든 영토를 상실하고 말았다. 프랑스군에 점령되지 않은 주요 도시들 - 파도바, 베로나, 비첸차 -은 피틸리아노의 철수로 무방비 상태에 놓이며, 베네토에 도착한 막시밀리안의 군대에게 포위되었다.

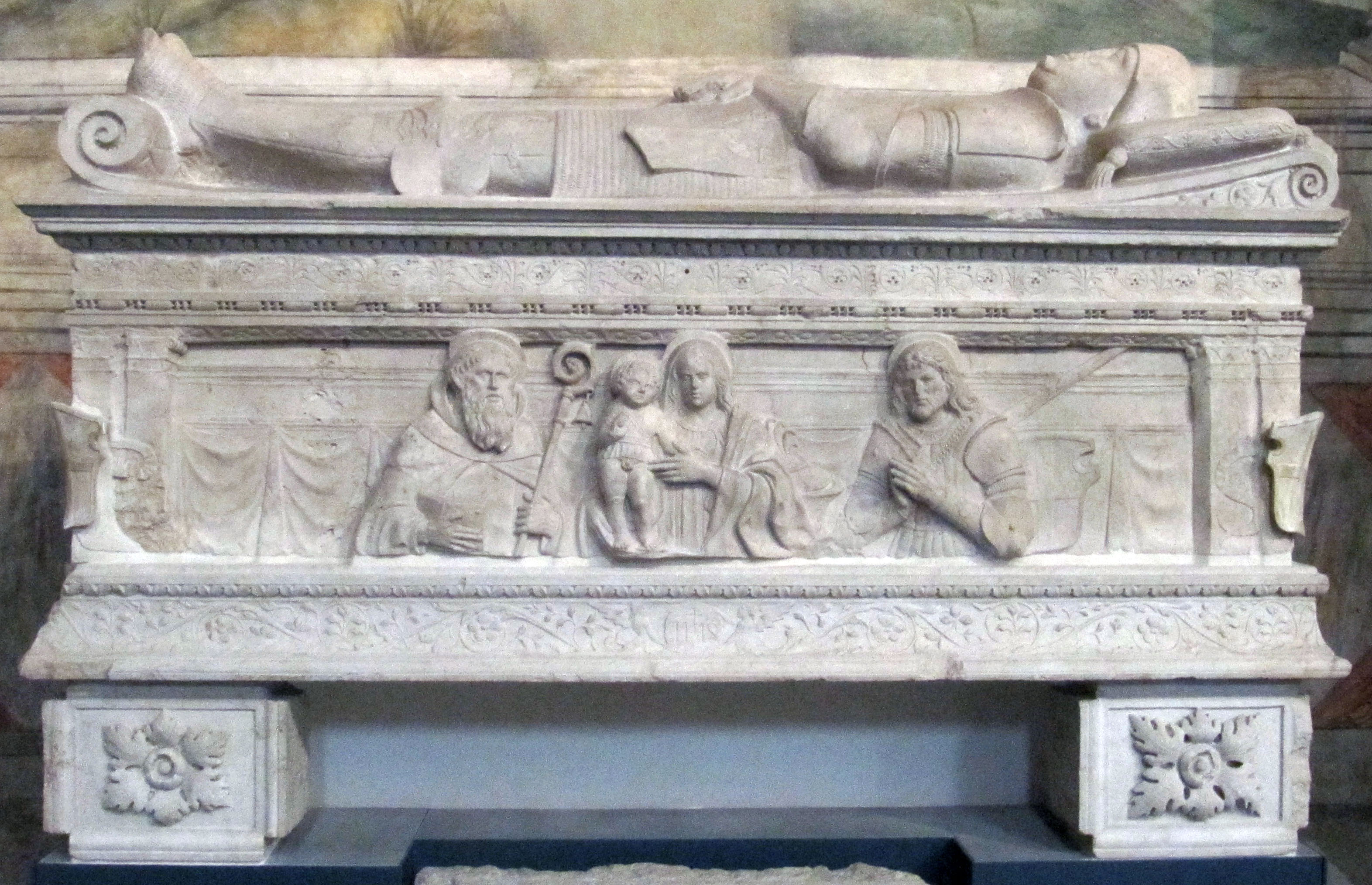
브레시아 산타 줄리아 박물관에 있는 니콜로 오르시니의 무덤.

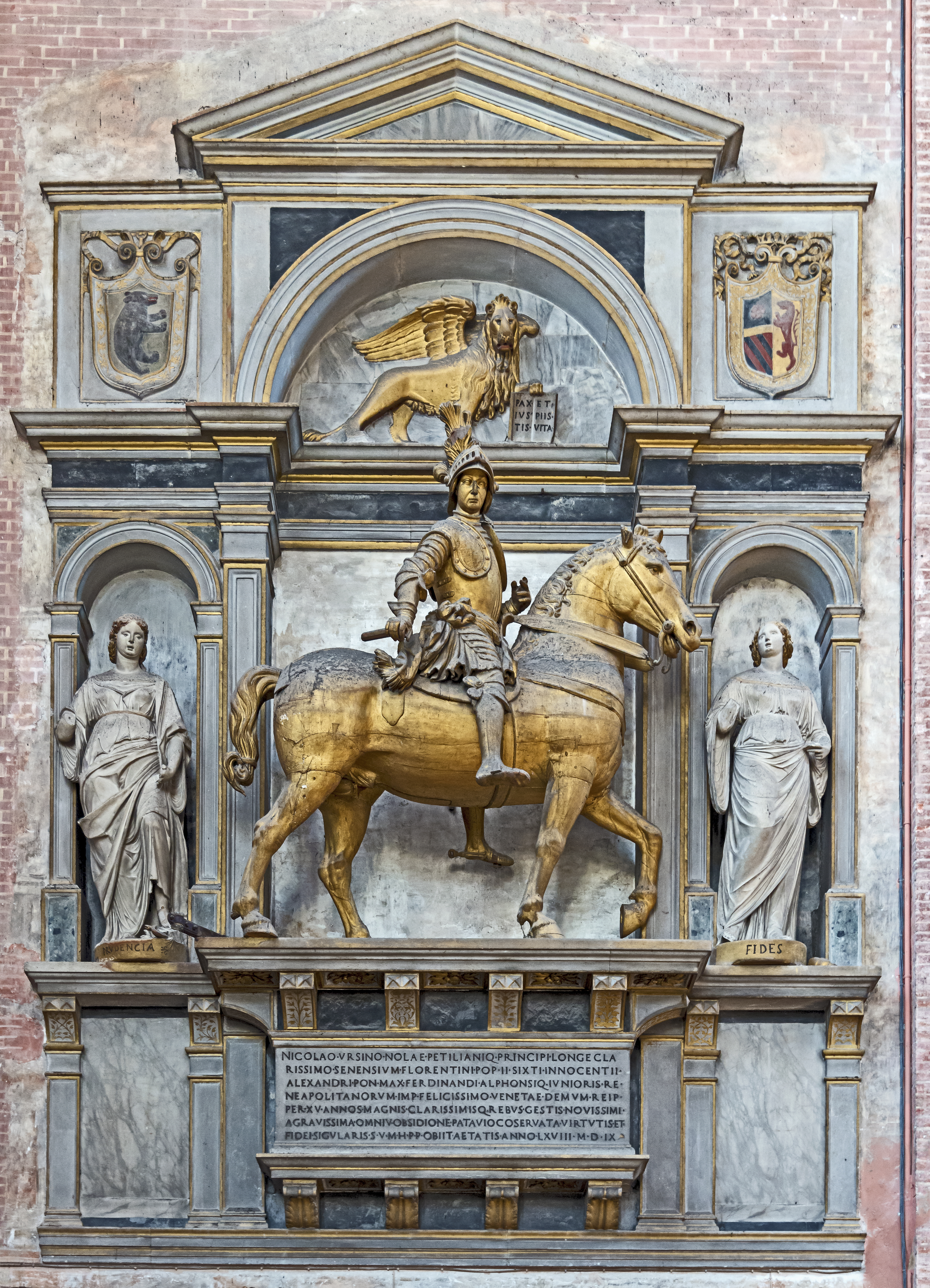
산티 조반니 에 파올로 성당에 있는 니콜로 오르시니의 기마상.

한편 율리오 2세는 공화국의 모든 시민들에게 파문 명령을 공표하였고, 로마냐 지역을 침공하였고 캉브레 동맹에 참여하고 4월 19일에 곤팔로니에르로 임명된 페라라 공작 알폰소 1세 데스테의 도움으로 라벤나를 점령했고, 데스테 또한 폴레시네를 점령했다.
그러나 새로 도착한 황제의 총독들은 빠르게 인기를 잃어갔다. 7월 중순에 파도바 시민들은 프로베디토레 안드레아 그리티가 이끄는 베네치아 기병대를 도움을 받아 반란을 일으켰다. 파도바의 란츠크네히트 수비대는 효율적으로 저항하기에 숫자가 너무나 적었고, 파도바는 1509년 7월 17일 베네치아의 소유로 다시 돌아왔다. 반란의 성공은 막시밀리안을 행동으로 옮기기에 하였다. 8월 초에 프랑스와 스페인군을 동반한 황제의 거대한 대군이 트렌트에서 베네토로 향했다. 말의 부족에다가, 지휘관들의 혼란으로, 막시밀리안의 군대는 9월까지 파도바에 도착하지 못 하며, 피틸리아노에게 도시에 군대를 집중할 수 있을 만큼의 시간을 주었다. 파도바 공성전이 1509년 9월 15일에 시작되었고, 프랑스와 황제군의 공성 병기가 파도바 성벽을 성공적으로 파괴시켰으나, 수비군이 막시밀리안의 화를 키우며 9월 30일에 철수할때까지 방어해냈고 그의 주요 부대인 티롤군도 철수하였다.
11월 중순에 피틸리아노는 공세로 바꾸어, 베네치아군은 잔여 황제군들을 쉽게 격퇴시키며, 비첸차, 에스테, 펠트레, 벨루노를 탈환했다. 이후 벌어진 베로나 공격이 실패했음에도, 피틸리아노는 프란체스코 2세 곤차가가 이끄는 교황군을 전멸시켰다.
안젤로 트레비산이 이끄는 베네치아 갤리선 함대가 강을 따라 페라라를 공격한 폴레셀라 전투는 포강에 닿을 내린 베네치아 함선들이 페라라 공성 무기에 침몰당하며 실패하고 말았다. 프란체스코 구이차르디니은 이 결정적인 승리에 알폰소를 칭찬했다. 새로운 프랑스군이 다시 한번 피틸리아노에게 파도바를 포기하게끔 하였다.
캉브레 동맹 전쟁은 계속됐으나, 1510년 1월 니콜로 디 피틸리아노는 로니고에서 사망했다. 그는 도제들의 전통적인 매장소인 산티 조반니 에 파올로 성당에 묻혔다.

## 가족
피틸리아노는 두 차례 혼인을 했었다. 처음은 1467년 엘레나 데이 콘티 몬탈치노(Elena dei Conti Montalcino, 1504년 놀라에서 사망)와였고 두 번째는 평민 출신인 굴리엘미나(Guglielmina)이다.
첫 번째 부인과 9명의 자녀를 두었는데; 이들 중에는 1500년에 알리아노 공작 돈 시지스몬도 카라파와 혼인한 프란체스카(1469년-1562년), 그의 뒤를 이어 피틸리아노 백작 자리를 계승한 루도비코(1534년 사망)가 있다.
카라파 가문과 그의 연관성은 로마 산타 마리아 소프라 미네르바 성당의 카라파 채플에서의 필리피노 리피가 그린 《Dispute of St. Thomas》에서 그의 모습으로 보여진다.